# Аеродром Триполи
Аеродром Триполи (: , : ) (арап. مطار الحبيب بورقيبة الدولي) је међународни аеродром у Либији. Смештен је у граду Бен Гашир, удаљеном 34km јужно од центра Триполија.
Аеродром је седиште флоте Либијан ерлајнса, Африка ервејза и Бурак ера.
Годишњи капацитет терминала на аеродрому Триполи је 3 милиона путника.